# Kit Carson
Pour les articles homonymes, voir Kit Carson (homonymie) et Carson.
Kit Carson (né Christopher Houston Carson le 24 décembre 1809 dans le comté de Madison au Kentucky  et mort le 23 mai 1868 à Fort Lyon dans le Colorado) est un général et un pionnier de la Conquête de l'Ouest américain. Orphelin de père à 7 ans, il travaille à la ferme familiale puis dans une sellerie, avant qu'attiré par les récits des trappeurs, il ne parte, à 16 ans, découvrir le continent. La connaissance qu'il acquiert de l'Ouest sauvage l'amène à servir de guide à l'explorateur John Charles Frémont.
Il sert ensuite dans l'US Army, sur le théâtre des opérations en Californie, lors de la guerre américano-mexicaine, sous les ordres du général Kearny. Lors de la guerre de Sécession, il fait partie de l'Armée de l'Union dont il est nommé brigadier-général en 1865, trois ans avant sa mort. Il mène une brutale campagne de pacification des Navajos du Nouveau-Mexique,, se vantant d'avoir tout détruit dans les villages ; pas seulement tué les gens, mais encore anéanti « plus de deux millions de livres de grain indien ».

## Jeunesse
Natif du comté de Madison dans le Kentucky, près de la ville de Richmond, Carson grandit à Franklin dans le Missouri, où sa famille s'installe deux ans après sa naissance. Il est le fils de Lindsey Carson, un paysan d'origine irlando-écossaise, qui combattit lors de la guerre d'indépendance sous les ordres du général Wade Hampton I et de Rebecca Robinson, seconde épouse de Lindsey. La famille Carson s'installe dans le Missouri après avoir reçu une proposition des fils de Daniel Boone, qui y avaient acheté des terres aux Espagnols avant la vente de la Louisiane. Les familles Boone et Carson devinrent d'ailleurs amies et quelques mariages vinrent sceller cette amitié.
Carson n'a que sept ans quand son père est tué par la chute d'un arbre alors qu'il est en train de défricher ses terres. Cette mort laisse la famille dans le dénuement et contraint le jeune Kit à abandonner l'école pour se consacrer aux travaux de la ferme et à la chasse.

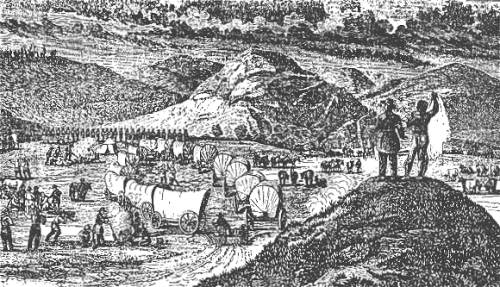
Une caravane de commerçants sur la piste de Santa Fe au XIXe siècle.

À 14 ans, il fait un apprentissage chez un sellier de Franklin. La localité est alors située à l'extrémité est de la piste de Santa Fe, qui s'est ouverte deux ans auparavant. Nombre des clients de son employeur sont des trappeurs et des commerçants faisant la traite des fourrures. Ils vont nourrir son adolescence de leurs récits sur le Far West.
À seize ans, Carson s'engage, en secret, comme palefrenier, dans une grande caravane de marchands en partance pour Santa Fe. Il passe l'hiver 1826-1827 avec Matthew Kinkead, un trappeur et explorateur, à Taos qui est alors la capitale de la traite de la fourrure dans le sud-ouest. Kinkead avait été un ami du père de Carson dans le Missouri, et il transmet petit à petit son savoir de trappeur à Kit qui apprend également l'espagnol et diverses langues amérindiennes comme le navajo, l'apache, le cheyenne, l'arapaho, le paiute, le shoshone et l'ute.

## Trappeur (1829-40)
Après avoir acquis de l'expérience sur la piste de Santa Fe et au Mexique lors de diverses expéditions, Carson est engagé par Ewing Young et une quarantaine d'hommes au printemps 1829, sa première saison en tant que trappeur. Leur périple conduit les hommes dans une région du territoire apache, alors encore inexplorée, le long de la rivière Gila. Le groupe est attaqué par des Apaches et c'est à cette occasion que le jeune Kit tue un homme pour la première fois.
Durant l'été 1835, Carson participe au rendez-vous annuel de trappeurs des montagnes qui se tient le long de la Green River dans le sud-ouest du Wyoming. Il s'éprend alors d'une jeune arapahoe, nommée Waa-ni-beh, que l'on peut traduire approximativement par « vent qui chante » ou « herbe qui chante », dont la tribu campe à proximité,,. Waa-ni-beh semble avoir été assez populaire à ce rendez-vous, puisqu'elle attire également la convoitise d'un trappeur canadien-français, Joseph Chouinard. Lorsque Waa-ni-beh choisit Carson, Chouinard, jaloux, le provoque. Il s'ensuit un duel à cheval, les deux hommes chargeant pistolet au poing. Le tir de Carson arrache le pouce de son adversaire alors que celui-ci le manque. On dit que cet incident fut à la base de la renommée de Carson dans les montagnes, mais il semble assez incongru par rapport à son comportement habituel.
Carson considère lui-même que ces années comme trappeur furent les plus heureuses de sa vie. Accompagné de Waa-ni-beh, il travaille alors pour la compagnie de la Baie d'Hudson avec le fameux Jim Bridger, piégeant des castors le long de la Yellowstone, de la Powder et de la Bighorn. Ils parcourent ce qui est aujourd'hui le Colorado, l'Utah, le Wyoming, l'Idaho et le Montana. Le premier enfant de Carson est une fille qui naît en 1837, prénommée Adaline. La femme de Carson est prise de fièvres peu après la naissance et meurt en 1838,,.

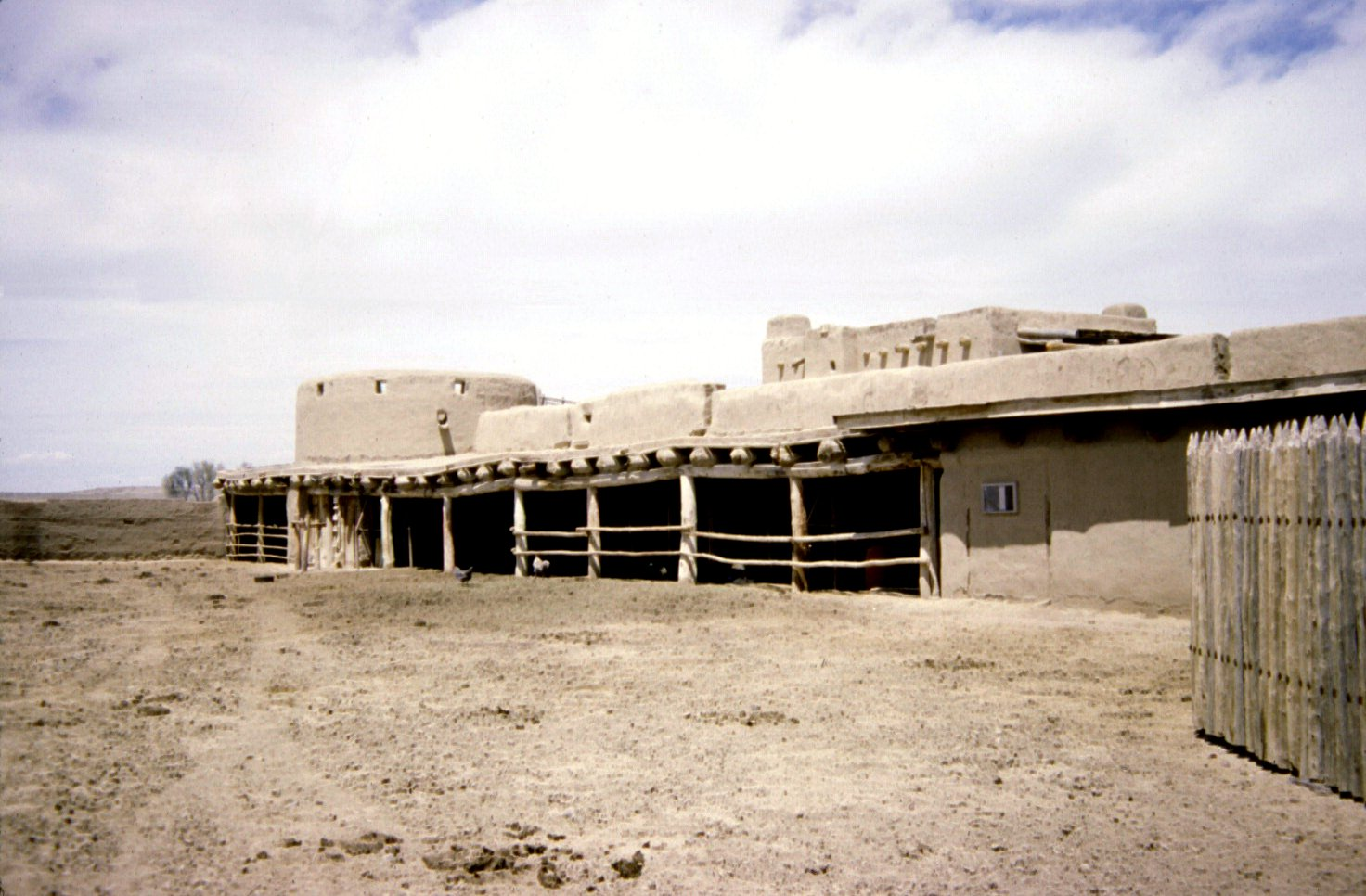
Bent's Fort, Colorado.

À cette époque, les États-Unis traversent une sévère dépression. L'industrie de la fourrure est elle-même à un tournant car, d'une part, la mode en Europe n'est plus aux fourrures mais à la soie et, d'autre part, le commerce intensif des fourrures a dévasté les ressources en castors. Cette combinaison conduit à une demande restreinte de trappeurs. Carson dira, « Le castor devint rare, il était nécessaire de se lancer dans autre chose ».
À l'été 1840, il participe au dernier rendez-vous des montagnes (toujours à Fort Bridger près de la Green River), puis part pour Bent's Fort, où il est embauché comme chasseur. Carson épouse une Cheyenne, nommée Making-Out-Road, en 1841, mais elle le quitte peu après pour suivre la migration de sa tribu,,. Vers 1842, il rencontre et se fiance avec la fille d'une bonne famille de Taos : la très jeune Josefa Jaramillo, qui n'a alors que 14 ans. Après avoir suivi le catéchisme du Padre Antonio José Martínez, il est baptisé dans la foi catholique et, à 34 ans, le 6 février 1843, se marie pour la troisième fois, avec Josefa. Ils élèveront huit enfants dont les descendants vivent encore dans la vallée de l'Arkansas au Colorado.

## Guide de Frémont

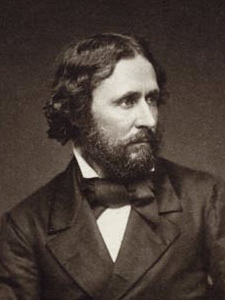
John C. Frémont.

Début 1842, Carson décide de repartir dans l'est afin de confier sa fille Adeline à des parents vivant à Franklin, pour qu'elle puisse recevoir une meilleure éducation. Cet été là, il rencontre John C. Frémont sur un bateau à vapeur du Missouri, à Saint-Louis. Frémont se prépare à conduire sa première expédition et cherche un guide pour se rendre à South Pass. Carson lui offre ses services, car il a passé lui-même un certain temps dans cette région. Le voyage long de cinq mois, accompli avec 25 hommes, est un succès et le rapport de Frémont est publié par le Congrès des États-Unis. Il attirera une vague de caravanes d'émigrants partant pour l'Ouest, nouvelle terre promise.
Le succès de la première expédition de Frémont le conduit tout naturellement à en lancer une seconde en été 1843, afin de cartographier et de décrire la seconde moitié de la piste de l'Oregon, du South Pass au fleuve Columbia. Grâce à l'excellence de ses services lors de la première expédition, on fait à nouveau appel à Carson pour servir de guide. Ce périple les entraîne du Grand Lac Salé à l'Oregon, cartographiant les terres du Grand Bassin ce qui permit une meilleure compréhension de la géographie nord-américaine à cette époque. Sur le Grand Lac Salé, sur l'île Antilope, une stèle commémore le passage de Kit Carson. Leur voyage les conduit également au pied des monts Rainier, Saint Helens et Hood.
L'un des buts de l'expédition est de découvrir la Buenaventura, un fleuve coulant d'est en ouest censé relier les Grand Lacs à l'océan Pacifique, et dont l'existence est acceptée par de nombreux scientifiques à cette époque. Non seulement la seconde expédition de Frémont ne la découvre pas, mais elle permet d'établir que cette rivière mythique n'est qu'une légende.
L'expédition se retrouve bloquée par la neige dans la Sierra Nevada pendant l'hiver et manque de mourir de faim. Elle est ensuite attaquée dans le désert de Mojave par des indigènes, qui tuent l'un de ses membres. Puis elle se retrouve en Californie, ce qui constitue à proprement parler une invasion du Mexique. La menace d'une intervention militaire mexicaine pousse l'expédition plus au sud-est, dans ce qui est aujourd'hui le Nevada, vers un point d'eau nommé Las Vegas. La troupe part ensuite vers Bent's Fort, et vers août 1844, rentre à Washington, un peu plus d'un an après son départ. Un autre rapport au Congrès est rédigé pour décrire la seconde expédition Frémont, en 1845, forgeant la renommée de Frémont et Carson dans le pays.

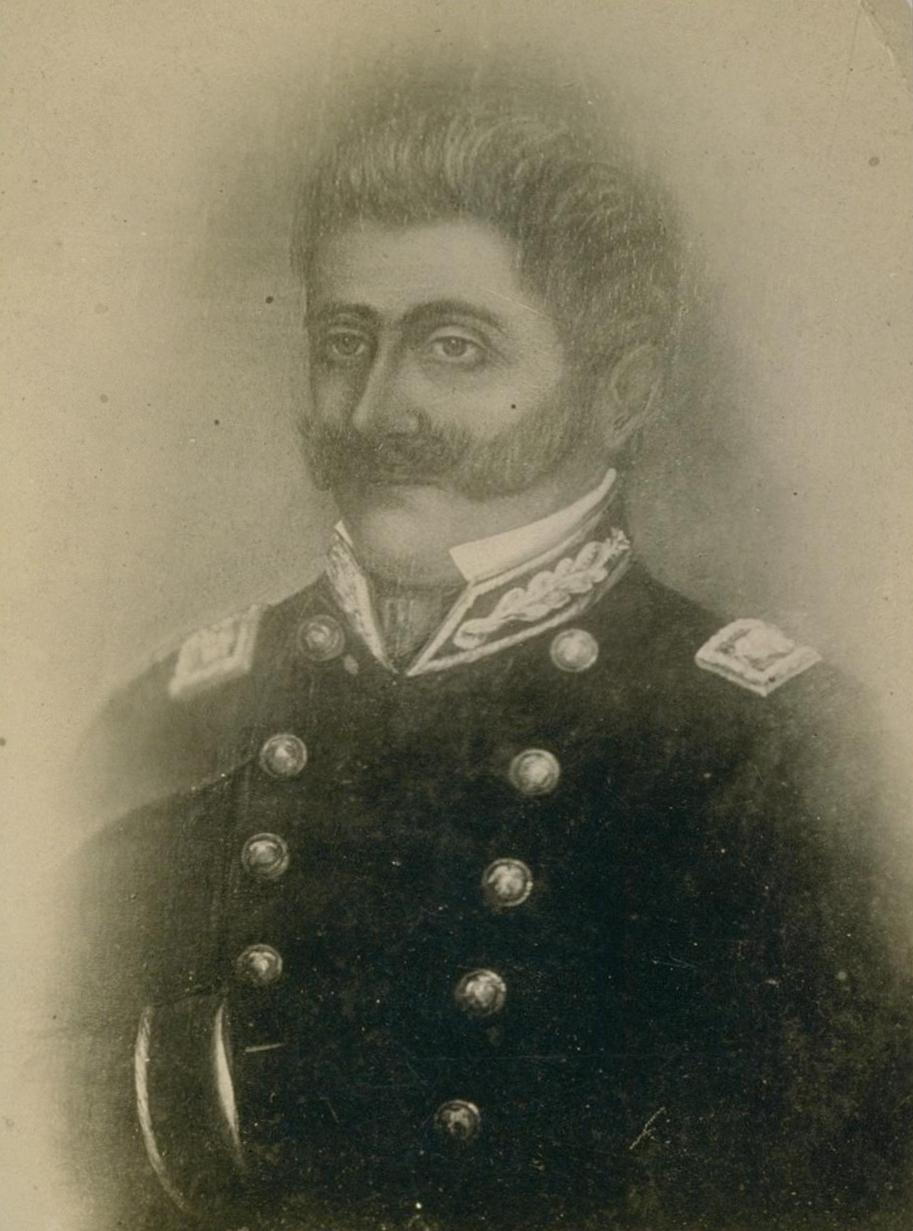
Le général José Castro, commandant en chef des troupes mexicaines de Alta California.

Au printemps 1845, alors que Kit Carson se résout à épouser la carrière de paysan et construit un petit ranch le long de la Cimarron, il est à nouveau sollicité par Frémont pour une nouvelle expédition. Le 1er juin 1845, 55 hommes quittent Saint-Louis, guidés par Carson, pour une troisième expédition. Son but officiel est de « cartographier la source de l'Arkansas » sur les pentes des montagnes Rocheuses. Mais, étonnamment, en atteignant l'Arkansas, Frémont se dirige soudain droit vers la Californie. Arrivant, au début de l'hiver de 1846, dans la vallée du Sacramento, il cherche à susciter la fibre patriotique des colons américains de la région. Il leur promet que si une guerre avec le Mexique commence, une force militaire américaine viendra les protéger. Frémont provoque presque une bataille avec le général José Castro près de Monterey, ce qui aurait sans doute causé l'annihilation de l'expédition, en raison de la supériorité numérique des Mexicains. Il fuit alors la Californie et remonte vers le nord en direction de l'Oregon, installant son camp sur les rives du lac Klamath supérieur.
Dans la nuit du 9 mai 1846, alors que personne ne monte la garde, Carson est réveillé par un bruit sourd. Se levant d'un bond, il distingue son ami Basil Lajeunesse étendu dans une mare de sang. Il donne immédiatement l'alarme : ils sont attaqués par quelques douzaines d'Amérindiens. Avant qu'ils ne parviennent à repousser l'attaque, deux membres de l'expédition s'effondrent encore, frappés à mort. Un guerrier amérindien mort est identifié comme l'un des indigènes du lac Klamath. Le groupe entre dans une grande colère, on raconte que Carson, hors de lui, se saisit d'une hache et réduisit la tête de l'Amérindien mort en bouillie.
Pour venger les membres de son expédition, Frémont décide d'attaquer un village amérindien. Il envoie Carson en éclaireur pour leur désigner une proie. Le 10 mai, ils tombent sur le village de pêcheurs d'une tribu Klamath nommé Dokdokwas, à l'embouchure de la Williamson dans le lac Klamath. Carson dira « J'ai ordonné qu'on mit le feu à leurs maisons » puis « Nous leur donnâmes une correction mémorable...nous ne nous en prîmes ni aux femmes ni aux enfants ». Lors de l'attaque, Carson échappe de peu à la mort grâce à l'intervention de Frémont, qui abat un guerrier Klamath qui s'apprêtait à lui décocher une flèche empoisonnée.

« La tragédie de Dokdokwas est renforcée par le fait que la plupart des universitaires s'accordent aujourd'hui à dire que Frémont et Carson, dans leur soif de vengeance, ne s'attaquèrent pas à la tribu responsable de l'attaque sur leur campement. Selon toute probabilité, la bande d'Indiens qui avaient tué les trois hommes de Frémont étaient sans doute des Modocs… Les Klamaths étaient culturellement liés aux Modocs, mais les deux tribus étaient en fait ennemies. »

Partant au sud depuis le lac Klamath, Frémont ramène alors son expédition dans la vallée du Sacramento, où il provoque l'insurrection des colons américains, puis prend le commandement de ce qu'on appellera la Bear Flag Revolt. Les événements se précipitent lorsqu'un groupe de Mexicains abat deux rebelles américains. Le 28 juin 1846, Frémont intercepte trois Mexicains, qui traversant la baie de San Francisco, avaient abordé près de San Quentin. Il donne l'ordre à Carson d'exécuter ces trois hommes afin de venger la mort des deux Américains,.

## Guerre américano-mexicaine
Pour un article plus général, voir guerre américano-mexicaine.

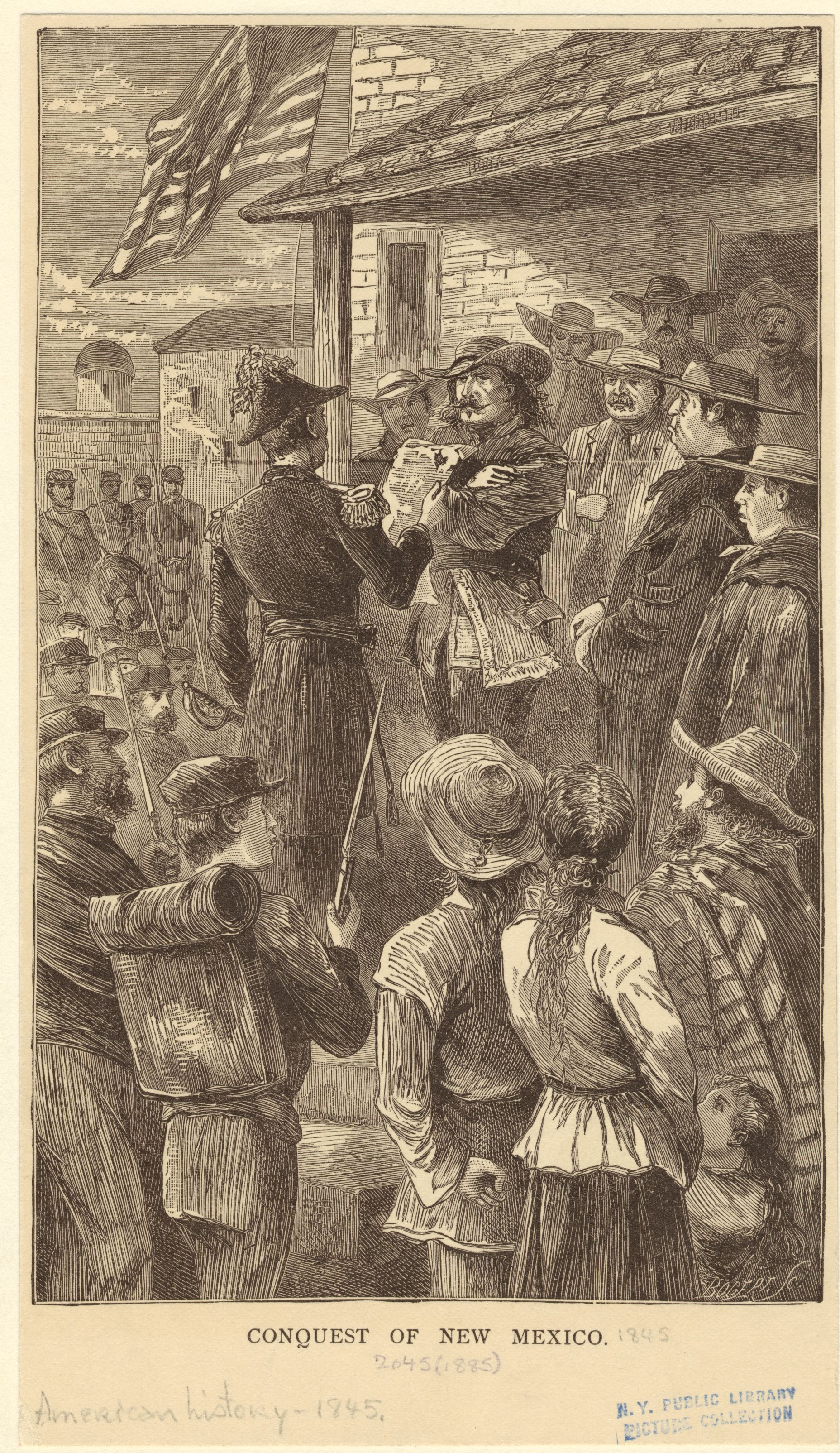
Le général Kearny proclame le Nouveau-Mexique, territoire des États-Unis, le 15 août 1846.

Le bataillon californien de Frémont se rend ensuite au sud dans la capitale provinciale de Monterey où elle rejoint le commodore Robert Stockton vers la mi-juillet 1846. Stockton, commandant une petite escadre composée de deux navires de guerre américains, avait pris possession du port et revendiquait la ville au nom des États-Unis. Il nomme alors Carson lieutenant : c'est le début de sa carrière militaire.
L'unité de Frémont, à bord de l'un des navires de Stockton, débarque à San Diego et s'en empare le 29 juillet 1846. Stockton, sur son second bateau, s'empare quant à lui de Santa Barbara quelques jours après. Réunissant leurs forces à San Diego, ils marchent ensuite sur Los Angeles et s'en emparent, puis le 17 août 1846, Stockton déclare la Californie territoire des États-Unis. Le jour suivant, Stephen W. Kearny prend Santa Fe et déclare le territoire du Nouveau-Mexique conquis.
Stockton et Frémont sont impatients d'annoncer la conquête de la Californie au président Polk, et souhaitent que Carson se charge de lui transmettre leur correspondance par voie terrestre. Carson accepte la mission, et se fait fort de traverser tout le continent en seulement 60 jours. Il quitte Los Angeles accompagné de 15 hommes et de 6 Amérindiens lenapes le 5 septembre.

### Sous les ordres de Kearny
Trente-et-un jours plus tard, le 6 octobre, Carson rencontre Kearny et ses 300 dragons dans le village abandonné de Valverde. Kearny avait reçu l'ordre de l'administration Polk de prendre le Nouveau-Mexique et la Californie, et d'y établir un gouvernement. Apprenant que la Californie est déjà conquise, il renvoie 200 de ses hommes à Santa Fe, et ordonne à Carson de le conduire en Californie afin qu'il puisse y stabiliser la situation. Kearny fait suivre les correspondances de Stockton et Frémont par un autre courrier qu'il envoie à Washington.
Lors des six semaines suivantes, le lieutenant Carson guide Kearny et ses 100 dragons vers l'ouest, le long de la Gila River sur un terrain très rude jusqu'au fleuve Colorado qu'ils atteignent le 25 novembre. Sur certaines portions de leur route, les mules meurent parfois à raison de 12 par jour. Le 5 décembre, trois mois après avoir quitté Los Angeles, Carson a mené les hommes de Kearny à moins de 40 km de leur destination, San Diego.
Un courrier mexicain est capturé, alors qu'il se rend à Sonora : il est porteur de lettres pour le général José Castro qui font mention d'une révolte mexicaine ayant repris la Californie au commodore Stockton. Toutes les villes côtières sont alors à nouveau sous contrôle mexicain, à l'exception de San Diego où les Mexicains assiègent Stockton. Kearny est lui-même dans une situation périlleuse, ses forces sont réduites en nombre et fatiguées : elles viennent de traverser la piste de la Gila River et doivent affronter les forces mexicaines ou périr dans le désert.

### La bataille de San Pasqual
Pour un article plus général, voir Bataille de San Pasqual.

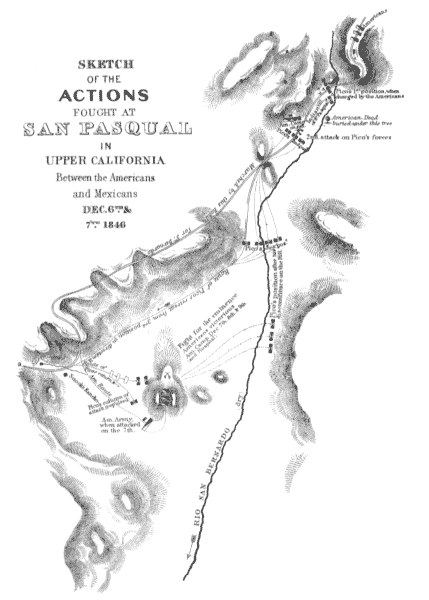
Schéma de la bataille de San Pasqual.

En approchant de San Diego, Kearny envoie un fermier prévenir le commodore Stockton de sa présence. Le fermier, Edward Stokes, revient avec 39 soldats américains et une information selon laquelle quelques centaines de dragons mexicains, commandés par le capitaine Andres Pico, sont stationnés dans le village amérindien de San Pasqual, situé sur le chemin menant à Stockton et à ses hommes. Kearny décide de subtiliser à Pico quelques montures fraîches. Dans la nuit du 5 au 6 décembre, il envoie un groupe d'éclaireurs mener à bien cette mission.
Un chien se met à aboyer alors que les éclaireurs entrent dans San Pasqual, réveillant les hommes du capitaine Pico. L'alarme ayant été donnée, Kearny décide alors d'attaquer San Pasqual. Une bataille féroce s'ensuit, lors de laquelle vingt-et-un Américains sont tués et davantage encore blessés. Lorsque la seconde journée s'achève, le 7 décembre, les Américains sont à court de vivres et d'eau, manquent de munitions et sont épuisés par leur long périple le long de la Gila River. Ils sont proches d'être vaincus par les Mexicains qui sont bien supérieurs en nombre. Kearny ordonne alors à ses hommes de creuser une tranchée au sommet d'une petite colline.
Kearny envoie Carson et deux autres hommes chercher des renforts. Carson, Edward Beale et un Amérindien, partent pour San Diego dans la nuit du 8 décembre. Ils abandonnent leurs cantines, trop bruyantes, et même leurs chaussures pour passer inaperçus. C'est donc pieds nus qu'il traversent le désert couvert de roches et de cactus pour atteindre San Diego.
Le 10 décembre, en désespoir de cause, Kearny décide de tenter une sortie le matin suivant, mais pendant la nuit 200 Américains arrivent sur des montures fraîches. L'armée mexicaine se disperse devant ce déploiement de force. Kearny parvient à rejoindre San Diego le 12 décembre, ce qui permet aux troupes américaines une rapide reconquête de la Californie.
Après la reconquête de Los Angeles en 1847, Frémont est nommé gouverneur de Californie par le commodore Stockton. Frémont envoie Carson porter un message à Washington. Lors d'une halte à Saint-Louis, il rencontre le sénateur Thomas Hart Benton, qui est un ardent partisan de la colonisation de l'Ouest et l'un des instigateurs de la théorie de la Destinée manifeste ; il avait également été à l'origine de la publication par le Congrès du rapport de l'expédition Frémont. Lorsqu'il arrive à Washington, Carson délivre son message au Secrétaire d'État James Buchanan, puis il rencontre le Secrétaire à la guerre William Marcy et le président James Polk.
Ayant accompli sa mission, Carson reçoit l'ordre de retourner en Californie pour y porter des messages, mais arrivé à destination, il se voit remettre de nouvelles missives à porter à Washington. Ses divers périples avec Frémont et ses incessants va-et-vient à travers l'Amérique donnent finalement envie à Carson de s'établir. Avec Joséfa, il décide en 1849 de devenir fermier à Taos.

## Confronté à sa propre légende

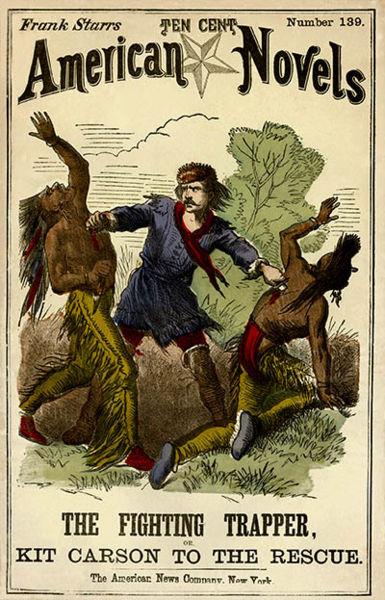
Page de couverture d'une dime novel, The fighting trapper : or, Kit Carson to the rescue. A tale of wild life on the plains de Edward Sylvester Ellis, New York : Frank Starr and Co., 1874.

Depuis le rapport sur l'expédition Frémont de 1845, Carson a aux États-Unis la stature d'un héros. En 1849, paraît la première nouvelle vantant son personnage, écrite par Charles Averill sous le titre de Kit Carson: The Prince of the Gold Hunters (en français : Kit Carson : le Prince des chercheurs d'or). Ce type de westerns pour pulp magazines était connu sous l'appellation de blood and thunders (en français : « sang et fracas »). Dans cette nouvelle, Carson retrouve une fille kidnappée et la sauve, après avoir promis à ses parents éplorés qu'il n'aurait de cesse de parcourir l'immensité de l'Ouest avant de l'avoir trouvée.
C'est ce livre que Carson et le major William Grier retrouvent près du corps d'Ann White en novembre 1849. Madame White et sa fille avaient été enlevées et gardées prisonnières par des Apaches jicarillas quelques semaines auparavant. Elle voyageait alors avec son mari James White, un commerçant, vers Santa Fe, lorsqu'un groupe d'Amérindiens s'approchèrent de leur campement. James White essaya de repousser les Amérindiens avec son fusil, mais ils attaquèrent et tuèrent tout le monde à l'exception de Madame White, sa fille et une domestique.
Carson et Grier traquent les Amérindiens pendant douze jours jusqu'à leur campement le long de la Canadian River. Carson veut attaquer immédiatement, alors que Grier désire parlementer avec les Jicarillas. Ce désaccord tactique donne le temps aux Amérindiens de quitter leur campement et de s'échapper. Madame White ayant vraisemblablement tenté d'échapper à ses geôliers est retrouvée morte, le cœur transpercé d'une flèche.
Alors qu'ils fouillent les effets que les Jicarillas ont abandonné dans leur camp, l'un des hommes du major Grier découvre le livre qui appartenait à la famille White et dont le héros était Kit Carson. On montre alors le livre à Carson et pour la première fois, il est personnellement confronté à sa propre légende.
Cet épisode hantera Carson pendant de nombreuses années. Il déclarera, « J'ai souvent pensé que Madame White, ayant lu ce livre, avait prié pour que je survienne, sachant que j'habitais dans les environs ». Sa peur était que le livre ne lui ait donné de faux espoirs. Il écrira plus tard, « J'ai beaucoup regretté de n'avoir pu sauver la vie d'une personne aussi estimable ». Il était troublé par les implications et l'image fausse qui se développait autour de sa célébrité.

## Guerre de Sécession et campagnes indiennes
Pendant les années qui suivent, Carson est fermier et éleveur à Taos, et, dès 1853, il est également « agent fédéral des affaires indiennes de la région nord du Nouveau-Mexique ». Sa connaissance des Amérindiens le favorise en tant qu'éleveur : il peut par exemple convoyer son bétail jusqu'aux meilleurs points de vente de Californie en traversant les terres amérindiennes et en payant un tribut minimal. En tant qu'agent fédéral, il participe à plusieurs pourparlers de paix, en particulier avec les Utes dont il a la charge, mais il apporte également son aide à l'armée lors d'opérations de représailles qui suivent les raids des tribus les plus belliqueuses.
Lorsque éclate la guerre de Sécession, en avril 1861, Kit Carson démissionne de son poste d'agent fédéral et rejoint l'infanterie des volontaires du Nouveau-Mexique qui vient d'être créée par Ceran St. Vrain, un descendant d'aristocrates français ayant fui la Révolution. Bien que le Territoire du Nouveau-Mexique autorise officiellement l'esclavage, sa géographie et son économie font que seule une poignée d'esclaves demeure sur son sol. Le gouvernement territorial et les leaders d'opinion accordent donc logiquement leur soutien à l'Union.
Le commandement des troupes de l'Union pour le département du Nouveau-Mexique est attribué au colonel de l'armée régulière Edward R. S. Canby du 19e d'infanterie, stationné au Fort Marcy de Santa Fe. Carson, avec rang de colonel des volontaires, commande les troisième et cinquième colonnes des forces de Canby composées d'environ 500 hommes.
Au début 1862, les forces confédérées du Texas sous les ordres du général Henry Hopkins Sibley entreprennent l'invasion du Territoire du Nouveau-Mexique. Leur but est de se saisir des riches terrains aurifères du Colorado.
En remontant le Rio Grande, les troupes de Sibley se heurtent au forces de l'Union de Canby à Valverde le 21 février 1862. La bataille de Valverde, qui durera toute la journée, s'achève par la prise d'une batterie de six canons de l'Union par les Confédérés et par la retraite du reste des forces de Canby de l'autre côté du fleuve. L'engagement a fait 68 morts et 160 blessés. La colonne du colonel Carson a passé la matinée sur la rive ouest loin de l'action, mais peu après midi, Canby leur ordonne de traverser. Les hommes de Carson se battent jusqu'à ce que la retraite soit ordonnée, ils ne déplorent qu'un mort et un blessé.
Le colonel Canby n'a que peu de confiance en ces volontaires du Nouveau-Mexique recrutés à la hâte, « qui n'obeissaient pas aux ordres ou y obéissaient trop tard pour que cela soit utile ». Cependant, dans son rapport sur la bataille, il recommande Carson parmi d'autres officiers volontaires pour son « zèle et son énergie ».
Après la bataille de Valverde, le colonel Canby et la plupart des troupes régulières sont envoyés sur le front de l'Est, mais Carson et ses volontaires du Nouveau-Mexique se retrouvent occupés à gérer les troubles liés aux Indiens.

### Campagne contre les Navajos

#### Contexte

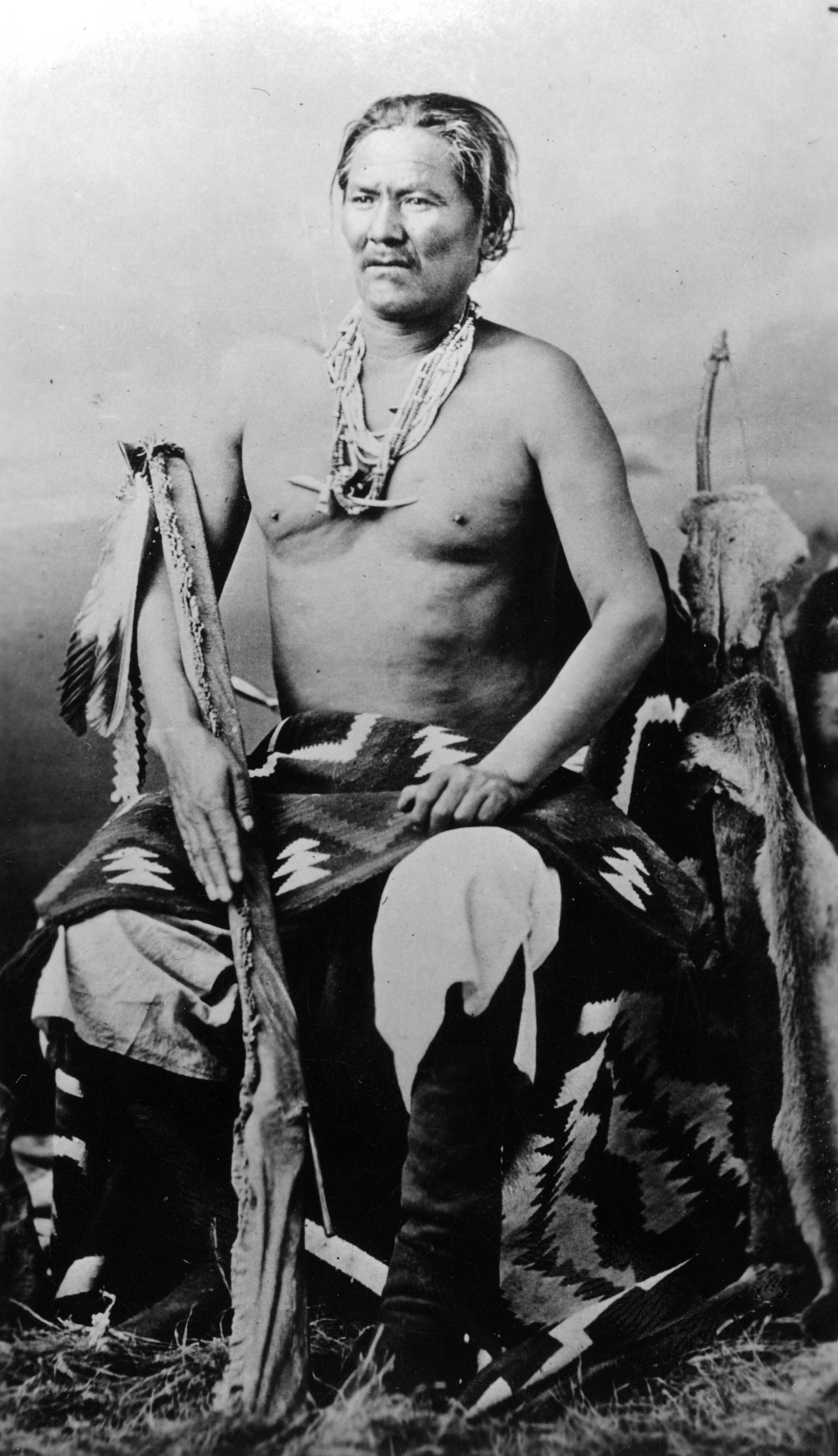
Le chef Manuelito (1818-1893).

Le contact entre les Navajos et l'US Army fut établi lors d'un raid navajo sur Socorro au Nouveau-Mexique vers la fin de septembre 1846. Le général Kearny, qui passait à proximité alors qu'il se rendait en Californie après sa conquête de Santa Fe, entendit parler du raid et envoya une note au colonel William Doniphan, qui l'avait secondé à Santa Fe. Il demandait alors à Doniphan d'envoyer des troupes en territoire Navajo et d'obtenir un traité de paix avec eux.
Un détachement de 30 hommes prend contact avec les Navajos et entame des pourparlers avec le chef Narbona vers la mi-octobre, à peu près au moment où Carson rencontre le général Kearny sur le chemin de la Californie. Une seconde réunion entre le chef Narbona et le colonel Doniphan a lieu quelques semaines plus tard. Doniphan informe les Navajos que leur terre se trouve maintenant sous souveraineté des États-Unis, et que les Navajos et les Néo-mexicains sont dès lors les « enfants des États-Unis ». Les Navajos signent donc un traité, connu sous le nom de traité de Bear Spring (en), le 21 novembre 1846. Le traité ne comporte que 5 articles qui prévoient que la paix et l'amitié doivent régner entre les Américains et le peuple des Indiens Navajos, que Navajos et Neo-mexicains font partie du peuple américain, qu'Amérindiens, Américains, Mexicains et habitants de la région peuvent se déplacer librement sans risquer d'être attaqués. Le traité prévoit également que les prisonniers doivent tous être rendus aux leurs, sans échange exact d'un pour un, enfin que tous les biens saisis à l'une des parties depuis le 18 août doivent être restitués à leur légitime propriétaire,.
Malgré le traité, les raids continuent au Nouveau-Mexique, perpétrés aussi bien par les Navajos que par les Apaches Jicarilla ou Mescalero, les Utes, Comanches et Kiowas. Le 16 août 1849, l'U.S. Army entame une expédition au cœur du pays Navajo dans le but d'impressionner les Navajos par la puissance militaire américaine, de cartographier la région en vue de prochaines opérations et d'y planifier la construction de forts. L'expédition est conduite par le colonel John Washington, gouverneur militaire du Nouveau-Mexique à cette époque. Elle est composée de près de mille fantassins (volontaires américains et mexicains), d'une centaine de chevaux et de mules, d'une caravane d'approvisionnement, de 50 éclaireurs indiens Pueblos et de quatre canons.
Les 29 et 30 août 1849, l'expédition de Washington, ayant besoin d'eau et de vivres, commence à piller des champs de maïs appartenant aux Navajos. Ces derniers réagissent en envoyant des guerriers à cheval aller et venir autour des hommes de Washington. Grâce à ses rapports, on sait que Washington justifiait ce pillage par le fait que les Navajos devraient d'une manière ou d'une autre payer les frais occasionnés par l'expédition. Washington, à ce stade, a toujours la possibilité de communiquer avec les Navajos malgré la tension causée par le pillage. Il leur affirme que les Blancs et eux peuvent « toujours être amis si les Navajos reviennent le lendemain avec leurs chefs pour signer un traité », et c'est exactement ce que les Navajos font.
Le jour suivant, le chef Narbona vient à nouveau « parler de paix », accompagné de plusieurs autres chefs. Un accord est trouvé sur presque tous les points. C'est alors qu'un Néo-mexicain, pensant avoir reconnu le cheval qu'on lui avait dérobé parmi les chevaux Navajos, tente de le reprendre ; les Navajos protestent — leur position est que le cheval est passé par plusieurs propriétaires depuis qu'il a été dérobé et que son propriétaire actuel le détient de plein droit — et une bagarre éclate. Le colonel Washington prend parti pour le Néo-mexicain, mais le Navajo s'enfuit alors avec le cheval. Washington dit alors au Néo-mexicain de choisir parmi les chevaux navajos la monture qui lui convient. Les Navajos présents, comprenant de quoi il retourne, décident de partir. Le colonel Washington ordonne alors à ses hommes d'ouvrir le feu. Sept Navajos sont tués ; les autres s'enfuient. Parmi les victimes on retrouve le chef Narbona, qui a été scalpé par un Néo-mexicain. Ce massacre permit aux chefs navajos belliqueux comme Manuelito de renforcer leur influence vis-à-vis de ceux qui cherchaient la paix.

#### Intervention de Carson
Tout au long de 1862, les raids des Amérindiens sont constants et les demandes d'intervention de la part des Néo-mexicains sont de plus en plus insistantes. Le colonel Canby établit un plan visant à déporter les Navajos vers une réserve et l'envoie à ses supérieurs à Washington D.C.. Mais cette année-là, Canby est promu général et envoyé dans l'est pour occuper ses nouvelles fonctions. Son poste de commandant du District fédéral du Nouveau-Mexique échoit au brigadier-général James H. Carleton.
Carleton pense que le conflit avec les Navajos est la cause du « déprimant sous-développement » du Nouveau-Mexique. Il se tourne naturellement vers Kit Carson pour l'aider à faire progresser le Nouveau-Mexique et sa propre carrière : Carson est connu dans tout le pays et il a permis aux chefs militaires qui lui ont fait confiance de gagner du galon.
Qui plus est, Carleton pense que le sous-sol du territoire navajo recèle de l'or, et pressent que les Amérindiens doivent être chassés afin de permettre son exploitation. En prélude à sa campagne contre les Navajos, Carleton décide de déporter les Apaches Mescalero vers Bosque Redondo. Carleton donne l'ordre à Carson de tuer tous les hommes de la tribu et ajoute qu'il l'envoie pour « les punir de leurs crimes et traîtrises. »
Carson est effaré par cette attitude brutale et contrevient à ses ordres. Il accepte la reddition de plus d'une centaine de guerriers mescaleros et achève toutefois sa mission au bout d'un mois.

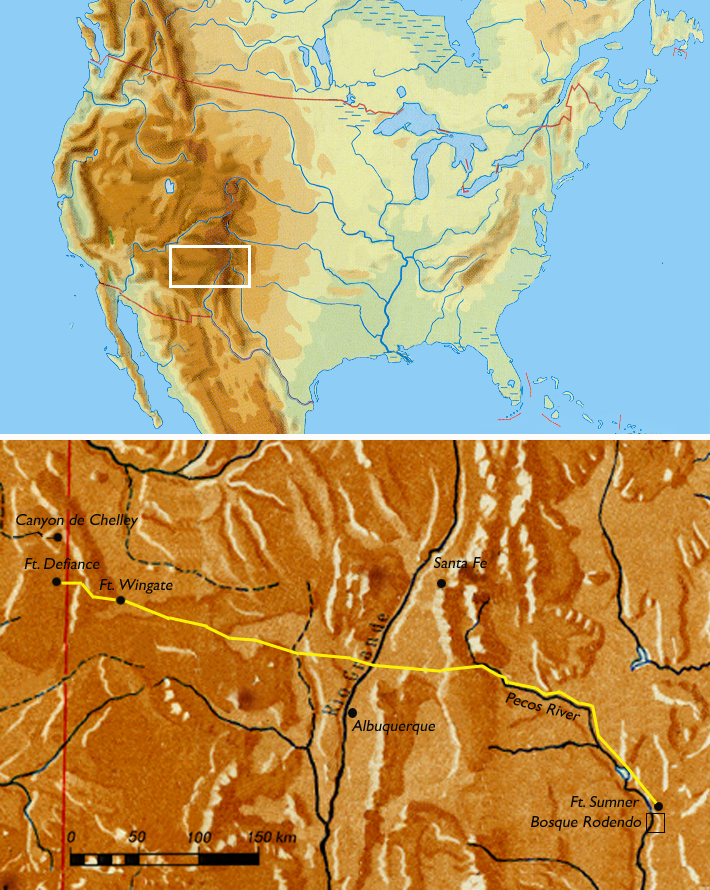
La longue marche du peuple Navajo.

Lorsque Carson apprend que Carleton projette de l'envoyer poursuivre les Navajos, il envoie à Carleton une lettre de démission datée du 3 février 1863. Carleton refuse cette démission et use de sa force de persuasion pour s'assurer la coopération de Carson. Dans un langage similaire à celui employé pour les Mescaleros, Carleton ordonne à Carson de conduire une expédition contre les Navajos, et de leur transmettre le message suivant : « Vous nous avez trop souvent déçus, vous avez volé et tué notre peuple depuis trop longtemps, pour que nous puissions encore vous confier votre propre pays. Cette guerre contre vous sera poursuivie, dut-elle durer des années, jusqu'à ce que vous ayez cessé d'exister ou que vous soyez partis. Il n'y aura plus aucune discussion à ce sujet. »
À l'instigation de Carleton, Carson entreprend une politique de la terre brulée, détruisant les champs et les foyers des Navajos, confisquant ou tuant leur bétail. Il est aidé en cela par d'autres tribus amérindiennes, depuis longtemps ennemies des Navajos, principalement les Utes. Carson est satisfait du travail que les Utes font pour lui, mais ils abandonnent très rapidement cette campagne lorsqu'ils apprennent qu'ils ne pourront pas conserver le butin pris aux Navajos.
Carson a aussi des problèmes avec ses volontaires du Nouveau-Mexique. Des hommes désertent et des officiers démissionnent. Carson presse d'ailleurs Carleton d'accepter deux de ces démissions en écrivant, « comme je ne souhaite avoir sous mes ordres aucun officier qui n'accepte autant de désagréments et de privations que j'en subis moi-même pour assurer le succès de cette expédition. »

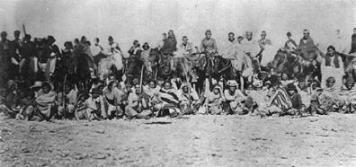
Prisonniers Navajos de Kit Carson pendant la Longue marche de 1864.

Cette campagne contre les Navajos se déroule sans bataille majeure, elle est une suite d'escarmouches où Carson fait prisonnier chaque Navajo qu'il peut trouver. En janvier 1864, il envoie une compagnie au Canyon de Chelly pour y attaquer la dernière « forteresse » Navajo tenue par Manuelito. Les Navajos sont contraints à la capitulation en raison de la destruction de leurs vivres et de leur bétail. Au printemps 1864, 8 000 Navajos, hommes, femmes et enfants sont contraints à une marche de quelque 480 km vers Fort Sumner au Nouveau-Mexique. Les Navajos nommeront ce périple « la longue marche ». Beaucoup périssent en chemin ou pendant les quatre années de détention qui suivent. En 1868, après avoir signé un traité avec le gouvernement américain, les Navajos survivants sont autorisés à retourner dans une portion réduite de leur territoire ancestral, où se trouve aujourd'hui encore la réserve du peuple Navajo. Des milliers d'autres Navajos qui avaient fui vers les étendues sauvages retournent sur leur terre natale aux alentours du Canyon de Chelly.

### Campagne des plaines du sud
En novembre 1864, Carson est envoyé par le général Carleton afin de négocier avec les indigènes de l'ouest du Texas. Carson et ses hommes se heurtent à une force de 1 500 guerriers kiowas, comanches et cheyennes près des ruines d'Adobe Walls. Lors de ce que l'on nommera la bataille d'Adobe Walls, les forces amérindiennes conduites par Dohäsan mènent une série d'assauts contre les hommes de Carson qui sont appuyés par deux obusiers de montagne. Carson inflige de lourdes pertes aux assaillants avant de bruler leur camp et de rentrer à Fort Bascom.
Quelques jours après, le colonel John M. Chivington conduit les troupes américaines dans une action connue sous le nom de massacre de Sand Creek. Chivington se vante ensuite d'avoir surpassé Carson, il sera bientôt connu comme le grand tueur d'Indiens. Carson est outré par le massacre et dénonce ouvertement les actes de Chivington.
Cette campagne conduisit les Comanches à signer le traité de Little Rock de 1865. En octobre 1865, le général Carleton recommande Carson au grade de brigadier-général, « pour bravoure lors de la bataille de Valverde et pour conduite exemplaire et bravoure lors de la guerre contre les Mescaleros et les Navajos du Nouveau-Mexique ».

## Colorado

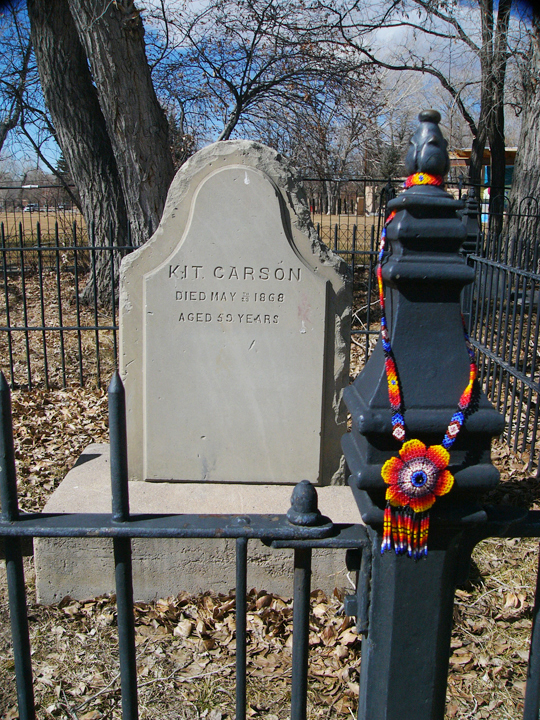
Sur la tombe de Kit Carson à Taos au Nouveau-Mexique, cette simple inscription : Kit Carson / Died May 23 1868 / Aged 59 Years (« Kit Carson, mort le 23 mai 1868 à l'âge de 59 ans »).

À la fin de la guerre de Sécession et lorsque les campagnes indiennes se terminent avec succès, Carson quitte l'armée et reprend ses activités paysannes, s'établissant finalement à Fort Lyon dans le Colorado.
En avril 1868, sa femme Josefa donne naissance à leur septième enfant. L'accouchement est difficile et elle meurt le 23 avril 1868, ce qui affecte profondément Kit. Son état de santé s'altère, il est admis au quartier de chirurgie de Fort Lyon où il meurt d'un anévrisme, le 23 mai 1868. Il est enterré avec les honneurs militaires auprès de sa femme, leurs sépultures seront plus tard déplacées à Taos au Nouveau-Mexique.

## Controverse sur sa personne
Nombre des premières publications concernant Carson, brossées par ses contemporains, donnent de lui une image positive. Albert Richardson, qui le connut personnellement dans les années 1850, écrivit que Kit Carson était « un gentleman par instinct, droit, pur et chaleureux, aimé aussi bien des Américains que des Indiens et des Mexicains. »
Oscar Lipps présente également Carson sous un jour favorable : « Le nom de Kit Carson est jusqu'à ce jour tenu en haute estime par tous les anciens de la tribu Navajo. Ils disent qu'il savait être juste et prévenant mais aussi qu'il savait parfaitement combattre les Indiens. »
Les contributions de Carson à l'histoire de l'Ouest ont été réexaminées par des historiens, des journalistes et des activistes des peuples premiers américains dès le début des années 1960. En 1968, l'un des biographes de Carson, Harvey L. Carter, écrivit:

« Que ce soit du point de vue de ses exploits ou de sa personne, Carson ne fut pas surestimé. Si l'histoire ne devait conserver le souvenir que d'une seule personne, digne d'admiration, parmi les Mountain Men, Carson serait le meilleur choix possible. Il était, parmi ces hommes, celui qui avait de loin  le plus de qualités et le moins de défauts. »

Certains journalistes et écrivains depuis la fin des années 1980, présentent une vision moins flatteuse de Carson. Virginia Hopkins mentionne que « Kit Carson fut directement ou indirectement responsable de la mort de milliers d'Indiens ». Son point de vue contraste avec celui de Tom Dunlay, qui écrivit en 2000 que Carson fut personnellement responsable de la mort de moins de cinquante Indiens et que Carson n'étant pas présent lors de la Longue Marche fatale des Indiens ou même à Fort Sumner, la responsabilité de ces milliers de morts incombent à l'US Army et au général James Carleton en particulier.
Ed Quillen, éditeur du magazine Colorado Central et chroniqueur au Denver Post, écrivit que « Carson...trahit [les Navajos], les affamant et détruisant leurs fermes et leur bétail dans le Canyon de Chelly puis les forçant à marcher vers le camp de concentration de Bosque Redondo ». En 1970, Lawrence Kelly notait que Carleton avait indiqué à dix-huit chefs navajos que « leur peuple pouvait se rendre à Bosque Redondo où il serait nourri et protégé jusqu'à la fin de la guerre, et que s'ils ne le faisaient pas, ils seraient considérés comme  hostiles ». L'appréciation de Quillen selon laquelle Bosque Redondo était un camp de concentration fut contestée. Par exemple, des Indiens sortirent du camp et volèrent un millier de chevaux aux Comanches plus à l'est.
Le 19 janvier 2006, Marley Shebala, reporter-photographe au Navajo Times, mentionnant l'épisode de Fort Defiance pour le peuple navajo écrivait, « Carson ordonna à ses hommes de tirer sur tous les Navajos qu'ils pouvaient apercevoir, y compris les femmes et les enfants. » Cette vision de Carson est cependant peut-être faussée, si l'on en juge par la réaction de Carson aux ordres formels que lui donna le général James Carleton le 12 octobre 1862 à propos des Mescaleros : « Tous les Indiens mâles de cette tribu doivent être tués à quelque moment que ce soit et où que vous puissiez les trouver : les femmes et les enfants ne sont pas concernés par cet ordre, mais vous les ferez prisonniers et les nourrirez à Fort Stanton jusqu'à ce que vous receviez de nouvelles instructions ». Or, Carson refusa d'obéir à cet ordre et n'aurait probablement pas donné un ordre similaire en 1863 à l'encontre des Navajos.
Hampton Sides écrit que Carson ressentait le besoin de créer des réserves pour les Indiens afin de les séparer et de les protéger de l'hostilité et de la culture des Blancs. Il pensait que la plupart des troubles causés par les Indiens dans l'Ouest étaient dus aux « agressions de la part des Blancs ». On dit qu'il voyait les raids contre les colonies des Blancs comme étant des actes désespérés, « commis dans la nécessité absolue alors que la famine régnait. » Les terrains de chasse des Indiens disparaissaient au fur et à mesure de l'arrivée de vagues de colons blancs dans la région.

## Célébrité et mythe
Les exploits de l'aventurier, du héros et du soldat n'ont pas manqué d'être célébrés, officiellement, par l'usage de son nom dans différents toponymes, villes, comtés, etc. Dans le mythe fondateur de l'Ouest, il est apparu à de multiples reprises (avec un rôle majeur ou secondaire) dans les œuvres de fiction.

### Toponymes, bâtiments ou institutions honorant sa mémoire
- Carson City, capitale du Nevada;
- Kit Carson, localité du Colorado à l'est de Denver;
- Le Comté de Kit Carson dans le Colorado;
- La Forêt nationale Carson, l'une des forêts nationales des États-Unis;
- La rivière Carson qui coule en Californie ;
- Le Kit Carson Peak, un sommet de la Sangre de Cristo Range au Colorado, qui culmine à 4 318 m;
- Le Fort Carson, installation de l'US Army située dans le Colorado;
- Le Kit Carson Home and Museum à Taos au Nouveau-Mexique, situé dans l'ancienne demeure de Carson dans cette ville et ouvert au public[53]  ;
- Le Kit Carson Memorial State Park[54] à Taos dont on envisage le renommage pour ne pas le confondre avec celui de Escondido[55].
- Le Parc de Kit Carson à Escondido , dans la ville de Escondido, Californie, non loin de celui de Taos, où Niki de Saint Phalle a construit un parc de sculptures : Queen Califia's Magical Circle inauguré en 2003[56].

### Œuvres de fiction

#### Bandes dessinées
En 1931, Kit Carson est le personnage central d'une bande dessinée de J. Carrol Mansfield intitulée High Lights of History ; elle est parue  en épisodes  qui furent ensuite rassemblés dans le Big Little Book, Kit Carson en 1933. En France kit Carson apparaît pour la première fois semble-t-il dans la série " les cahiers d Ulysse" au n°1 LE HEROS DE LA PRAIRIE en 1941.
Dès 1948, la série italienne Tex Willer met en scène Kit Carson, qui y apparaît en tant que meilleur ami de Tex. En 1949, l'éditeur lyonnais Impéria entreprend la publication de petits formats, parmi lesquels pas moins de 552 numéros seront consacrés à Kit Carson. De 1950 à 1955, c'est Avon Publications aux États-Unis qui publie une série de 9 bandes dessinées consacrée au héros de l'Ouest.  En 1953, Classics Illustrated, dans son numéro 112, publie The Adventures of Kit Carson de Rudolph Palais, basée sur l'ouvrage de John C. Abbott, Christopher Carson, familiarly known as Kit Carson,, de 1873. Puis c'est Blazing the Trails West, toujours dans Classics Illustrated, qui comprend un chapitre sur Kit.
En septembre 1955, Dell Comics publie dans un numéro unique de Davy Crockett, King of the Wild Frontier une histoire de 17 pages mettant en scène Kit Carson aux côtés d'autres pionniers (John Colter, Daniel Boone et James Bowie) sous le titre Other Frontier Heroes.
Six Gun Heroes publie deux titres sur Kit Carson en 1957 et 1958, puis son numéro 10 en 1963. Dans Boy's Life on trouve une bande dessinée en série, intitulée « Old Timere Tales of Kit Carson » de mars 1951 à mai 1953. En 1970, on retrouve Kit dans divers numéros de Frontier Fighters et de Indian Fighter. En Angleterre, plus de 350 bandes dessinées périodiques et sept recueils annuels sur Carson sont publiés entre 1954 et 1960.

#### Pulp Magazines et nouvelles
Il existe au moins 25 titres, en anglais, de nouvelles éditées depuis le Kit Carson, Prince of the Gold Hunters en 1849 jusqu'au Kit Carson, King of Scouts de 1923, ainsi que des livres pour enfants comme Adaline Falling Star publiée en 2000, de Mary Pope Osborne, qui raconte l'histoire de Carson et de son époque vue par les yeux de sa fille. Dans la nouvelle de Willa Cather Death Comes for the Archbishop, on retrouve également Kit Carson en tant qu'ami des Indiens, puis soldat. Il est présent dans de nombreux pulp magazines du XXe siècle, comme Comanche Chaser de Dane Coolidge, On Sweet Water Trail de Sabra Conner, On to Oregon de Honoré W. Morrow, The Pioneers de C. R. Cooper ou The Long Trail de J. Allan Dunn.

#### Cinéma

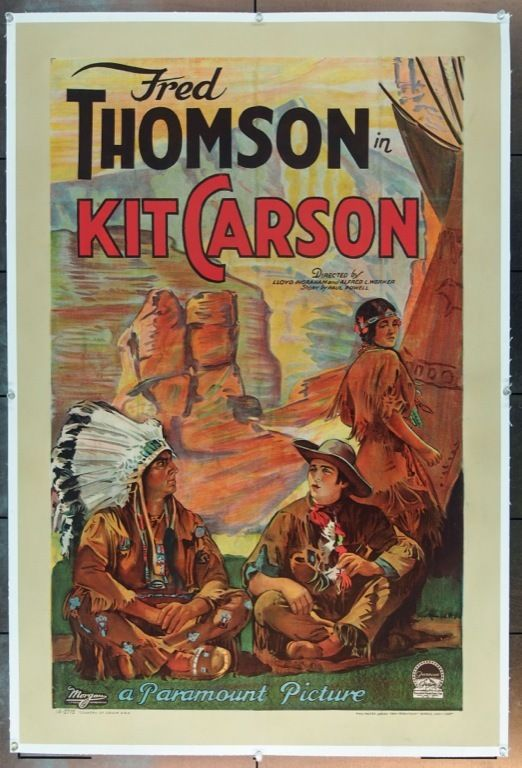
Affiche du film Kit Carson de 1928.

- 1903 : Kit Carson, réalisé par Wallace McCutcheon
- 1928 : Kit Carson, réalisé par Lloyd Ingraham
- 1933 : Fighting with Kit Carson, une série en 12 épisodes, refondue en un seul film, The Return of Kit Carson, en 1947.
- 1937 : The Painted Stallion, une série  où Kit Carson, interprété par Sammy McKim, apparaît aux côtés d'autres célébrités de l'Ouest, comme Davy Crockett et Jim Bowie.
- 1940 : Kit Carson, avec Dana Andrews

#### Séries télévisées
- Les Aventures de Kit Carson, diffusée aux États-Unis de 1951 à 1955 et en France à partir de 1960.